# Мікробіологічна культура
Мікробіологічна культура (англ. Microbiological culture, також часто у вузькому сенсі бактеріологічна культура, бактеріологічний посів) — спосіб лабораторного виділення мікроорганізмів. Він є основним методом діагностики, що використовуються як інструмент дослідження в молекулярній біології. Виділення вірусів є частиною мікробіологічної культури, як вірусологія є частиною мікробіології.
Культури мікроорганізмів використовуються для визначення його виду та чисельності. Це один з основних методів мікробіологічної діагностики, що використовується як інструмент для визначення причини інфекційних захворювань, шляхом розмноження збудника у заздалегідь визначеному поживному середовищі. Термін «культура» загалом використовується неофіційно для позначення «селективного вирощування» певного виду мікроорганізмів у лабораторії.
Часто важливим є виділити чисту культуру мікроорганізмів. Чиста (або аксенова) культура — це популяція клітин або багатоклітинних організмів, що ростуть за відсутності інших видів. Чиста культура може утворюватися з однієї клітини або окремого організму, і в цьому випадку клітини є генетичними клонами один одного. З метою гелеутворення мікробіологічної культури використовується середовище агарового гелю, драглиста речовина, що отримується з морських водоростей. Дешевим замінником агару є гуарова камедь, яку можна використовувати для ізоляції та вирощування термофільних бактерій.

## Бактеріологічний посів

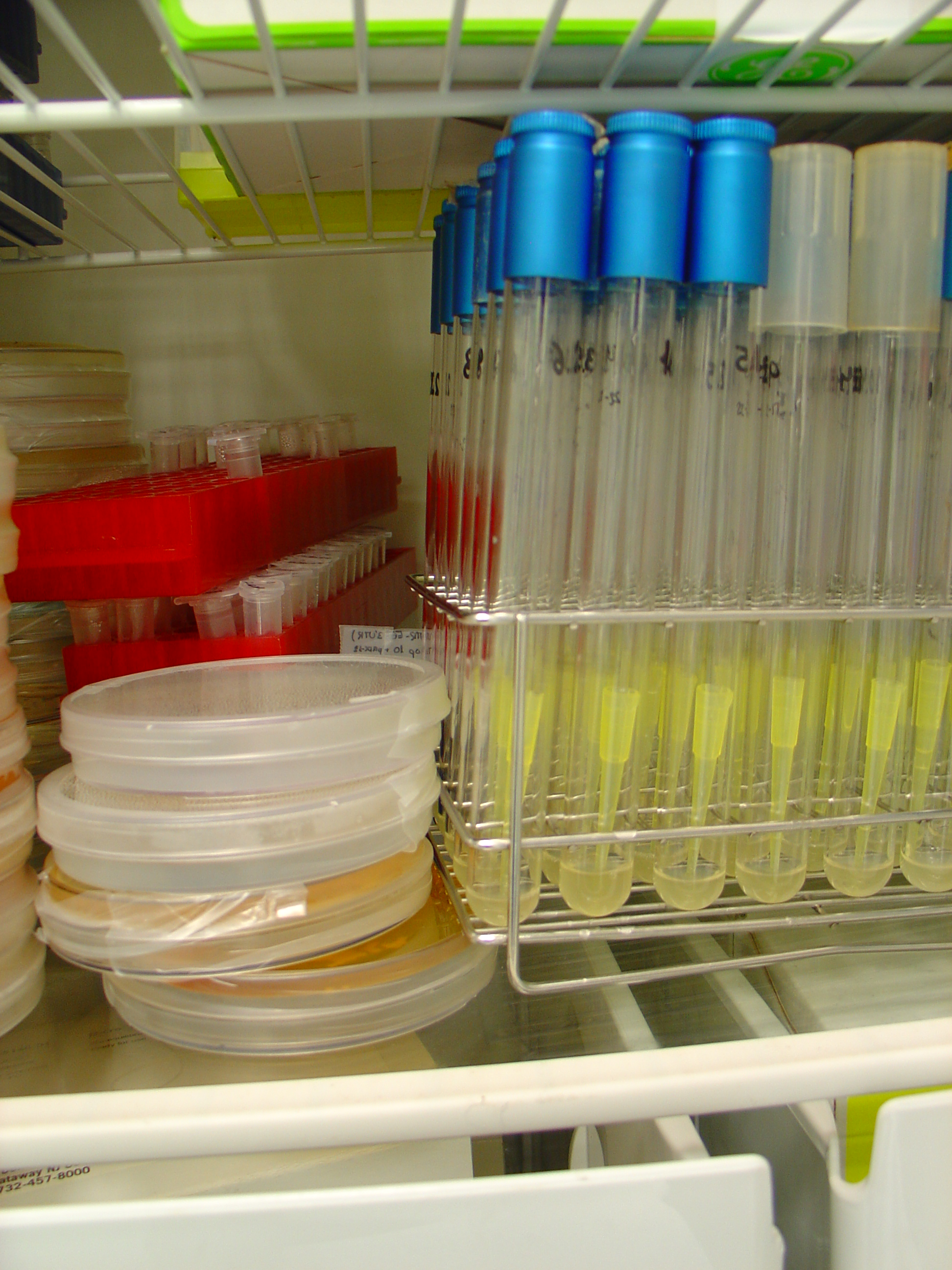
Холодильник з бактеріальними культурами

### Бульйонні культури
Одним із методів бактеріологічного посіву є рідка культура, в якій бактерії суспендують у рідкому живильному середовищі, такому як бульйон Лурія, у вертикальній колбі. Рідкі культури дають можливість провести бактеріологічний аналіз. Дослідник вводить бактерії до бульйону і дає їм рости впродовж ночі. Іноді може використовуватися шейкер для рівномірного росту в бульйоні. Згодом береться зразок для тестування на антимікробну активність певного препарату або білка. Як альтернатива мікробіолог може ухвалити рішення використати статичні рідкі культури. Їх не струшують, і вони забезпечують мікроорганізмам градієнт кисню.

### Вирощування на основі агару
Мікробіологічні культури можна вирощувати в чашках Петрі різних розмірів, що мають тонкий шар середовища для росту на основі агару. Після того, як середовище для вирощування в чашці Петрі засіяно бажаними бактеріями, пластинки інкубують при оптимальній температурі для вирощування цих вибраних бактерій. Є безліч добавок, що можна додати в агар перед тим, як його залити в чашку Петрі й дати застигнути. Деякі види бактерій можуть рости лише за наявності певних добавок. Це можна використати для створення спеціальних ліній бактерій, що містять ген стійкості до антибіотиків. Коли до агару додають обраний антибіотик, зможуть рости лише ті бактерії, що містять генну вставку стійкості. Це дозволяє досліднику відбирати лише колонії, які були успішно перетворені.
Стрічки на основі агару у вигляді пластин можна використовувати для діагностики. Вони мають переваги перед чашками Петрі оскільки вони економічно ефективні, а їх експлуатація не вимагає досвіду чи лабораторного середовища, що дозволяє використовувати їх у відділеннях та інших медичних закладах.
Пробіркові культури подібні до агарових пластин, але утворені твердим агаром у пробірці. Бактерії вводяться за допомогою прищеплювальної голки або наконечника піпетки, уколом у центр агару. У проколотій зоні ростуть бактерії. Такі культури найчастіше використовують для короткочасного зберігання або пересилання культур до інших лабораторій.

### Тверді пластинчасті культури теплолюбних мікроорганізмів

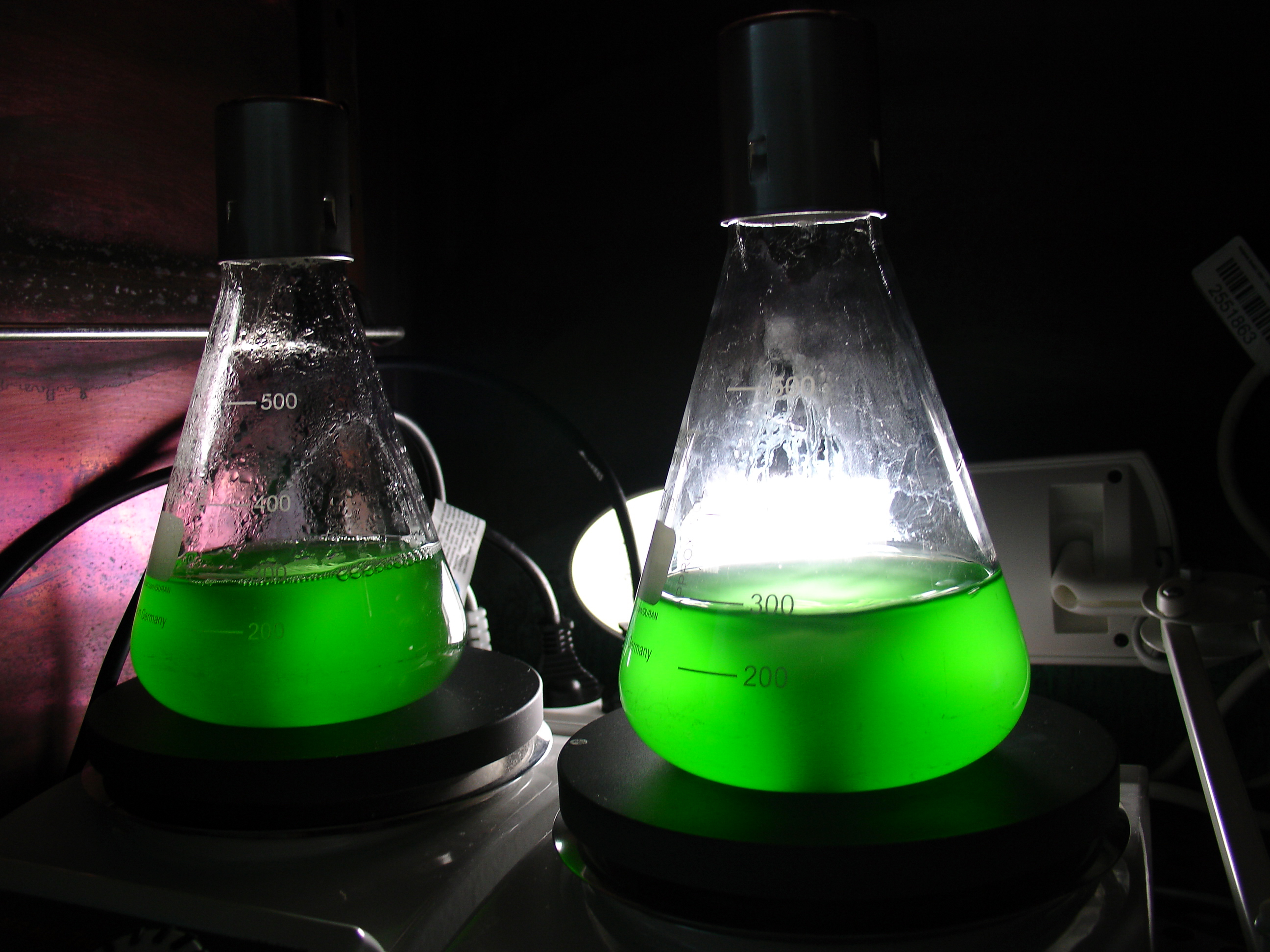
Рідка культура ціанобактерій

Для твердих пластинчастих культур термофільних мікроорганізмів, що вирощуються при температурах від 50 до 70 °C, доведено, що гелева камедь з низьким вмістом ацилу як гелю є кращою порівняно з агаром для виділення теплолюбних бактерій.

### Музейні культури
Колекції культур мікроорганізмів використовуються для аутентифікації, вироблення, збереження, каталогізації та розподілі життєздатних культур стандартних еталонних мікроорганізмів, клітинних ліній та інших матеріалів для досліджень і систематики. Музейні колекції культур також є сховищами клітинних ліній мікроорганізмів.

### Вирощування еукаріотних клітинних культур
Клітинні культури — генетично однорідні популяції клітин, що ростуть у постійних умовах оточуючого середовища. Це можуть бути лінії нормальних клітин людини, тварин, рослин або тканин злоякісних пухлин. Клітини звичайно поміщають у скляні посудини, звідси таке дослідження отримали назву in vitro, хоча частіше культури наразі вирощують у пластмасових посудинах. Виділені з тканин клітини інкубуються при температурі +38—39 °C (для клітин тваринного і людського походження) та при +22—28 °C (для клітин рослинного походження) у поживному середовищі відповідного складу. Клітини тоді ростуть у вигляді суспензії чи одного шару.
Суспензійна культура отримується вирощуванням окремих клітин чи невеликих їх груп у завислому стані в рідкому поживному середовищі з використанням апаратури, що забезпечує їхню аерацію і перемішування. Характерною особливістю цих культур є їхня морфологічна та біохімічна гетерогенність. У цитології цей метод зручний тим, що клітини в культурі легко доступні для різних біохімічних маніпуляцій — радіоактивні речовини, отрути, гормони тощо можуть бути введені у потрібній концентрації впродовж необхідного періоду часу. Для дослідження живих рослинних клітин використовують культуру ізольованих протопластів. Вона дає можливість вести селекцію на клітинному рівні, працювати у малому об'ємі з великою кількістю клітин, отримувати нові форми рослин шляхом прямого перенесення генів, створювати соматичні гібриди між віддаленими у систематиці видами.
У вірусології культури клітин використовуються широко, оскільки з ними відносно легко працювати у лабораторії, на відміну від інших методів — вирощування вірусів на курячих ембріонах або в організмі живих тварин. Крім того, на моношарі клітинної культури можна добре вивчити цитопатичну дію різних вірусів за утворенням внутрішньоклітинних включень, бляшок, у реакціях гемадсорбції й гемаглютинації, за кольоровою пробою.
Культури клітин широко застосовуються для тестування дії фармакологічних речовин, що можуть бути використані як лікарські препарати. Також застосовуються в біотехнології, генетиці.

## Вирощування вірусів і бактеріофагів
Спосіб лабораторного виділення вірусів на культурі клітин. Лабораторна техніка, при якій матеріал, що містить вірус, розміщують у різних клітинних лініях, які вірус, що тестується, здатний заразити. Якщо клітини виявляють цитопатичні ефекти чи інші види змін, тоді культура вважається позитивною. Застосовуються різні методи вирощування: тканинні культури, вірусна культура у флаконах, зараження курячих ембріонів (на хоріоналантоїсну оболонку, в алантоїсну порожнину, в жовтковий мішок), зараження лабораторних тварин.

## Чиста культура
Це популяція клітин, що походить від єдиної батьківської клітини. Їх отримують працюючи в стерильних умовах, шляхом вирощування ізольованих колоній мікроорганізмів, зазвичай у чашці Петрі, яка має містити відповідні поживні речовини для досліджуваного мікроорганізму. Чашки Петрі утримуються у відповідних умовах достатньо довго, щоб з'явилися видимі ізольовані колонії.